# Khuất Nguyên
Khuất Nguyên (chữ Hán: 屈原, 340 TCN - 278 TCN), tên thực Bình (平), biểu tự Nguyên (原), lại có biệt tự Linh Quân (霛均), là một chính trị gia, một nhà thơ yêu nước nổi tiếng thời Chiến Quốc thuộc nước Sở trong lịch sử Trung Quốc.
Ông là người trong hoàng tộc nước Sở, làm chức Tả Đồ cho Sở Hoài vương. Ông học rộng, nhớ kĩ giỏi về chính trị, lại có tài văn chương. Lúc đầu ông được vua yêu quý, sau có quan lại ganh tài ông, tìm cách hãm hại. Sở vương nghe lời gièm pha nên ghét ông. Ông âu sầu, ưu tư viết thiên Ly Tao để tả nỗi buồn bị vua bỏ. Ngoài tập Ly Tao là tập thơ bất hủ của ông để lại, ông còn có nhiều sáng tác thơ khác như Sở từ, Thiên Vấn (Hỏi trời)...
Đến cuối đời ông bị Sở Tương Vương đày ra Giang Nam (phía nam sông Dương Tử). Ông thất chí, tự cho mình là người trong sống trong thời đục, suốt ngày ca hát như người điên, làm bài phú Hoài Sa rồi ôm một phiến đá, gieo mình xuống sông Mịch La tự tử.
Ông cũng chính là nhân vật trong sự tích tết Đoan Ngọ (Đoan Dương). Theo truyền thuyết này, để tưởng nhớ về con người và cái chết bi ai của ông, hàng năm người ta tổ chức vào ngày mồng năm tháng năm là ngày tết Đoan Dương ở Trung Quốc và một số nước khác ở Châu Á.

## Tiểu sử
Khuất Nguyên xuất thân thế gia, dòng họ Khuất (屈氏). Họ Khuất cùng họ Chiêu (昭氏) và họ Cảnh (景氏) được xưng là Vương tộc tam tính (王族三姓). Khi mới trên đường công danh, ông từng nhận chức Tam Lư đại phu (三闾大夫), giải quyết mọi việc trong nội bộ của 3 họ Khuất, Chiêu, Cảnh. Nhà họ Khuất ở nước Sở từng có Khuất Trọng, Khuất Hoàn, Khuất Đáo, Khuất Kiến
Cha của ông là Bá Dung (伯庸), dòng họ Khuất đến đời ông thì không còn vẻ vang như trước.

## Tính cách
Ông là người tính tình luôn thay đổi một cách kỳ dị thể hiện qua các trang viết của ông: vừa vui đã buồn, vừa cười đã khóc. Vừa muốn đi xa lại đổi ý. Đòi lên chầu Thượng đế lại muốn trở về cố hương, rồi lại muốn tự tử.
Tình cảm của ông biểu hiện một cách chân thật: mỗi một chữ là một tiếng thở dài lâm ly, một giọt nước mắt của sự bi ai. Thế gian ít có một văn nhân nào đau khổ, thác loạn đến thế. Trong cuộc đối thoại với ông lão đánh cá, ông đã thể hiện những tâm sự của bản thân. Khuất Nguyên đã nói với ông lão đánh cá: "Cả đời đục cả, một mình ta trong; mọi người say cả, một mình ta tỉnh; bởi vậy nên ta phải bị bãi chức".
Ông không đành đoạn đem cái thân trong sạch mà để cho vật dơ bẩn dính vào mình được: "Chẳng thà nhảy xuống sông Tương, vùi xác vào bụng cá, chớ sao đang trắng lôm lốp, lại chịu để vấy phải bụi dơ".